# آدم دار
آدم دار (بالألمانية: Adam Darr)‏ هو عازف الغيتار الكلاسيكي وملحن ألماني، ولد في 29 سبتمبر 1811 في شفاينفورت في ألمانيا، وتوفي في 2 أكتوبر 1866.

## وصلات خارجية
- آدم دار على موقع ميوزك برينز (الإنجليزية)